# Blastobasis leucozyga
Blastobasis leucozyga é uma espécie de mariposa do gênero Blastobasis pertencente à família Coleophoridae.